# Dentro del Dalek
Dentro del Dalek (Into the Dalek) es el título del segundo episodio de la octava temporada moderna de la serie británica de ciencia ficción Doctor Who, emitido el 30 de agosto de 2014. Marcó la primera aparición de Samuel Anderson como Danny Pink.

## Argumento
El Duodécimo Doctor salva a una soldado rebelde de una nave que está a punto de ser destruida por naves de los Dalek. Al llegar a la base de la soldado, le piden que sea el "doctor" de un paciente muy especial, un Dalek herido que encontraron a la deriva y que parece haberse "vuelto bueno". Mientras tanto, en Londres, Clara conoce a Danny Pink, un nuevo compañero profesor de la escuela Coal Hill. Al parecer Danny es un exsoldado veterano de la guerra en Afganistán con traumas de esa experiencia, y que ahora enseña matemáticas en el colegio. Tras quedar para tomar algo, el Doctor pasa a recogerla para que le ayude en su misión de ayudar al Dalek. La misión consistirá en que los dos y tres soldados de apoyo, incluida la soldado que salvó el Doctor al principio, serán miniaturizados e inyectados dentro del cuerpo del Dalek, para buscar la causa de la herida interna de este y salvarle si es posible, pero deberán hacer frente a los peligrosos mecanismos internos de defensa del Dalek, sus anticuerpos capaces de reducir a polvo a cualquiera en cuestión de segundos.

### Continuidad
Cuando el Doctor deja ver sus recuerdos al Dalek, surgen imágenes de historias Dalek del pasado, como Dalek (2005) y La Tierra robada/El fin del viaje (2008). El Doctor menciona su primer encuentro con los Daleks en The Daleks (1963). La frase del Dalek de que el Doctor sería un buen Dalek es similar a la que ya escuchó el Noveno Doctor en el episodio Dalek por parte de otro de ellos.

## Recepción

### Recepción de la crítica
Into the Dalek recibió mayoritariamente críticas muy positivas. Simon Brew de Den of Geek escribió que el episodio reclama por derecho propio el ser "un punto brillante de la serie", y que fue "un episodio realmente bueno y entretenido". Se dio cuenta de las similitudes con el episodio Dalek (2005), le encantó la nueva caracterización de Clara, y alabó a Capaldi, diciendo que es en este episodio cuando vemos a Capaldi como el Doctor al completo. Llamaron al episodio "uno de los episodios más divertidos desde hace uno o dos años". The Guardian también notó similitudes con Dalek y encontró el episodio "mejor de lo que cabría esperar". Alabó al reparto de invitados, específicamente el desarrollo del personaje de Zawe Ashton en un espacio tan corto de tiempo. Alabó a Ben Wheatley por "evocar un sentido genuino de amenaza claustrofóbica", y pensó que el episodio "funciona fantásticamente bien". Terry Ramsey de The Telegraph puntó al episodio con cuatro estrellas sobre cinco, alabando a Capaldi diciendo: "Puede que sea difícil de creer en un Dalek bueno, pero después del Sábado por la noche, es fácil creer que este será un buen Doctor". IGN también alabó vehementemente el episodio, particularmente el guion de Ford y Moffat, diciendo que "evoluciona al tiempo que sus personajes". Lo califican finalmente como "una entretenida nueva toma de un viejo enemigo clásico", puntuándolo con un 8,4 sobre 10. Neele Debnath, de The Independent fue muy positiva con el episodio, llamándolo "Una aventura de ciencia ficción cláisca con todo el espectáculo de un blockbuster". Alabó la nueva dinámica entre el Doctor y Clara como "justo lo que hacía falta... solo tomó una temporada completa, pero por fin ella (Clara) se ha convertido en la acompañante que esperábamos". En conjunto, lo llamó "una entrega fuerte" y "por fin, una historia Dalek a la que los espectadores pueden de verdad hincarle el diente". Tim Liew de Metro dio una crítica positiva diciendo: "Disfruté bastante de este episodio". También fue positivo hacia el desarrollo del personaje de Jenna Coleman, y también vio las similitudes con Dalek: "el enfoque cerrado en un solo enemigo hace que esta sea el episodio Dalek más amenazador desde Dalek". Morgan Jeffery de Digital Spy también pensó que el episodio era una mejora respecto a la apertura de la temporada y que "se sentía como el debut apropiado de nuestro nuevo protagonista", y "se sentía como su primera oportunidad real de abrir sus alas eliminando los últimos vestigios de la era de Matt Smith". Pensó que la dinámica entre Capaldi y Coleman era muy similar a la de Christopher Eccleston y Billie Piper. Alabó la interpretación de Coleman y su química con Samuel Anderson en solo unas pocas escenas cortas. Alabó el guion de Ford diciendo "El trozo de comedia romántica de Into the Dalek es absolutamente encantador con el uso que se hizo del montaje cómico". Fue positivo hacia el nuevo giro con los Daleks, y calificó al episodio de "inteligente, emocionante y visualmente espectacular", terminando con "los Daleks puede que nunca cambien, pero tanto nuestra serie favorita de ciencia ficción y su protagonista único parecen estar llevando a cabo una transformación, y me fascina ver a dónde nos va a llevar". Puntuó el episodio con cuatro estrellas sobre cinco.
Una vez más fue Forbes quien hizo una crítica negativa hacia el episodio, criticando que los Daleks aparecieran tan pronto después de la entrada de Capaldi diciendo, "parece que a la BBC le falta confianza en que el público acepte a Capaldi como el Doctor", mencionando que el cameo de Matt Smith en el episodio anterior y esta semana con los Daleks "gritan que este es el Doctor. Han sacrificado un potencial bache de espectadores casuales y reconocimiento de los medios hacia la temporada para traer a los Daleks y reforzar la credibilidad de Capaldi antes de ver la reacción del público". Pensaron que el concepto del episodio era "defectuoso". Fueron críticos hacia la caracterización del Doctor de Capaldi, diciendo que "el Doctor moderno no es el irascible y centrado en sí mismo William Hartnell de los primeros episodios, ni tampoco es Walter White (de Breaking Bad), y cambiar a un actor más viejo nunca harán que lo sea. El Doctor moderno de seguro nunca está motivado por nada más que las mejores intenciones. Si de repente cambió, la BBC entera podría implosionar espontáneamwente. Lo que significa que esa pregunta de mirarse el ombligo de ¿Soy un hombre bueno? no puede ser otra cosa que pretenciosa y molesta". Pero fueron positivos hacia la caracterización de Clara, y en conjunto dijeron "Aun así, este segundo episodio lleno de acción hace más probable sintonizar el episodio de la semana que viene que el episodio de apertura de la semana pasada".

### Recepción de la audiencia
Into the Dalek tuvo una audiencia nocturna de 5,2 millones de audiencia en el Reino Unido y un 24,7% de share, siendo el segundo programa más visto de la tarde/noche. El episodio tuvo una puntuación de apreciación de 84, considerado excelente, y fue mucho mejor recibido por los fanes que el episodio anterior.